# Compus sandwich

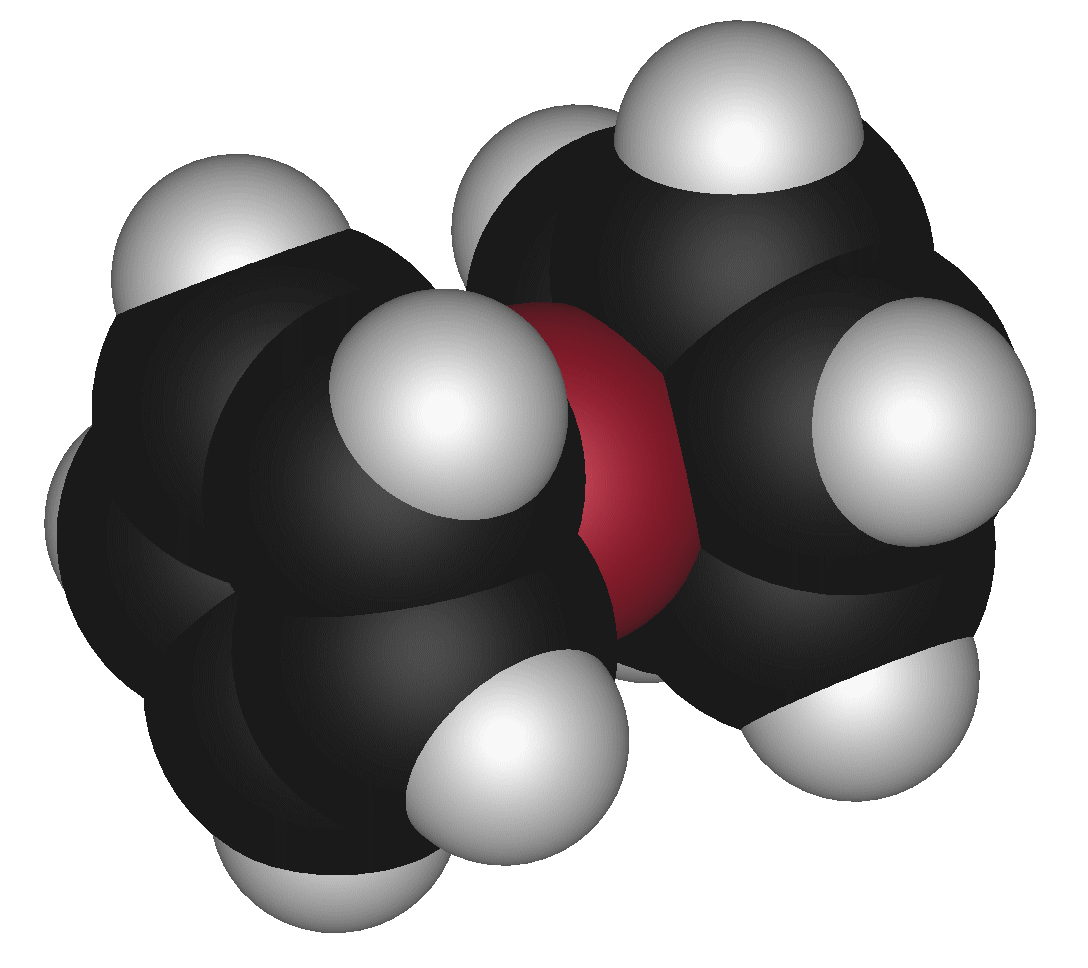
Model structural al ferocenului

În chimia organometalică, compușii sandwich sunt compuși chimici ce se caracterizează prin liganzi organici planari și ciclici, ce sunt uniți prin hapticitate (în mod haptic) prin o legătură de natură metalică. Exemplul tipic este ferocenul.